# شبح الأوبرا (مسرحية 1986)
شبح الأوبرا The Phantom of the Opera هي مسرحية موسيقية مع موسيقى أندرو لويد ويبر (الذي شارك في كتابة النص إلى جانب ريتشارد ستيلجوي) وكلمات تشارلز هارت. وهو مقتبس من رواية فرنسية تحمل نفس الاسم عام 1910 كتبها جاستون ليرو.
تدور الحبكة حول السوبرانو الجميلة، كريستين داي، التي أصبحت هوس عبقري موسيقي غامض مقنع يعيش في متاهة تحت الأرض تحت دار أوبرا باريس.
افتتحت المسرحية الموسيقية في ويست إند بلندن عام 1986 وفي برودواي في نيويورك عام 1988. ألقيت السوبرانو الإنجليزية الكلاسيكية سارة برايتمان (زوجة لويد ويبر آنذاك) دور كريستين. حاز الفيلم على جائزة أوليفييه لعام 1986 وجائزة توني لأفضل موسيقى لعام 1988، وفاز مايكل كروفورد (في دور البطولة) بجائزتي أوليفييه وتوني لأفضل ممثل في مسرحية موسيقية. إنه حاليًا أطول عرض في تاريخ برودواي، واحتفل بأدائه رقم 10000 في برودواي في 11 فبراير 2012، وهو أول إنتاج على الإطلاق يقوم بذلك. إنها ثاني أطول عرض موسيقي في ويست إند، بعد البؤساء، وثالث أطول عرض موسيقي في ويست إند بشكل عام، بعد مصيدة الفئران. تم إصدار فيلم مقتبس من إخراج جويل شوماخر في عام 2004.

## وصلات خارجية
- شبح الأوبرا على موقع الموسوعة البريطانية (الإنجليزية)